# Gavin J. P. Naylor
Gavin Jeremy Preston Naylor (* 9. Oktober 1960 in Tansania) ist ein britischer Molekularbiologe und Ichthyologe.

## Leben
Naylor erwarb 1982 seinen Bachelor-Abschluss an der University of Durham in England. Ab 1984 absolvierte er ein Doktoratsstudium an der University of Maryland, College Park, wo er 1989 mit der Dissertation The phylogenetic relationships of carcharhiniform sharks inferred from electrophoretic data zum Ph.D. promoviert wurde. 
Naylor war im Jahr 2001 Assistant Professor an der Iowa State University und von August 2003 bis Dezember 2010 außerordentlicher Professor an der Fakultät für Biowissenschaften der Florida State University, wo er 2005 in die neue School of Computational Science and Information Technology wechselte. Seit Juli 2017 leitet er das Florida Program for Shark Research am Florida State Museum. Von Januar 2011 bis Juni 2017 war er Professor für Biologie am College of Charleston, South Carolina sowie Professor für Biochemie am MUSC Health Medical Center der Medical University of South California. 
Sein Hauptinteresse gilt der Verbesserung von Methoden zur Bestimmung phylogenetischer Beziehungen anhand von DNA-Sequenzdaten sowie der Proteinfaltung, der molekularen Evolution und dem Ursprung architektonischer Neuerungen. Seine empirische Arbeit konzentriert sich auf die Bestimmung von Beziehungen innerhalb der Knorpelfische (Haie, Rochen, Seekatzen). Er ist Koautor der Bücher Interrelationships of Lamniform Sharks: Testing Phylogenetic Hypotheses with Sequence Data (1997) und Sharks and Rays of Borneo (2010). 2016 war er Co-Autor der Familienkapitel Torpedinidae, Rhinobatidae und Glaucostegidae im Werk Rays of the World.
Naylor ist seit 1994 mit Elizabeth Knurek verheiratet.

## Erstbeschreibungen von Gavin Naylor
- Acroteriobatus omanensis Last, Henderson & Naylor, 2016
- Apristurus yangi White, Mana & Naylor, 2017
- Brevitrygon Last, Naylor & Manjaji-Matsumoto, 2016
- Bythaelurus bachi Weigmann, Ebert, Clerkin, Stehmann & Naylor, 2016
- Centrophorus lesliei White, Ebert & Naylor, 2017
- Centrophorus longipinnis White, Ebert & Naylor, 2017
- Chimaera carophila Kemper, Ebert, Naylor & Didier, 2014
- Chimaera compacta Iglésias, Kemper & Naylor, 2022
- Fluvitrygon Last, Naylor & Manjaji-Matsumoto, 2016
- Dichichthyidae White, Stewart, O’Neill & Naylor, 2024
- Fontitrygon Last, Naylor & Manjaji-Matsumoto, 2016
- Galeus corriganae White, Mana & Naylor, 2016
- Glaucostegidae Last, Séret & Naylor, 2016
- Hemitrygon yemenensis Moore, Last & Naylor, 2020
- Heterodontus marshallae White, Mollen, O’Neill, Lei Yang & Naylor, 2023
- Himantura australis Last, White & Naylor, 2016
- Hypanus berthalutzae Petean, Naylor & Lima, 2020
- Maculabatis Last, Naylor & Manjaji-Matsumoto, 2016
- Megatrygon Last, Naylor & Manjaji-Matsumoto, 2016
- Mollisquama mississippiensis Grace, Doosey, Denton, Naylor, Bart & Maisey, 2019
- Mustelus andamanensis White, Arunrugstichai & Naylor, 2021
- Pastinachus stellurostris Last, Fahmi & Naylor, 2010
- Pateobatis Last, Naylor & Manjaji-Matsumoto, 2016
- Pseudobatos Last, Séret & Naylor, 2016
- Rhinobatos borneensis Last, Séret & Naylor, 2016
- Rhinobatos manai White, Last & Naylor, 2016
- Rhinobatos ranongensis Last, Séret & Naylor, 2019
- Rhinobatos whitei Last, Corrigan & Naylor, 2014
- Rhynchorhina Séret & Naylor, 2016
- Rhynchorhina mauritaniensis Séret & Naylor, 2016
- Taeniura lessoni Last, White & Naylor, 2016
- Telatrygon Last, Naylor & Manjaji-Matsumoto, 2016
- Telatrygon biasa Last, White & Naylor, 2016
- Trygonorrhinidae Last, Séret & Naylor, 2016